# Bindoon
Bindoon è una città situata nella regione di Wheatbelt, in Australia Occidentale; essa si trova 84 chilometri a nord di Perth ed è la sede della Contea di Chittering.

## Storia
Le prime notizie relative ad un insediamento di coloni di origine europea nella zona in cui si è poi sviluppata Bindoon risalgono al 1843, quando William Locke Brockman diede questo nome alla sua proprietà. Bindoon deriva da una parola aborigena dall'incerto significato, che potrebbe voler dire luogo in cui crescono gli yam.
Bindoon venne dichiarata town nel 1953.